# Lougguere Sadou
Pour les articles homonymes, voir Lougguéré.
Lougguere Sadou est un village de la commune de Tignère situé dans la région de l'Adamaoua et le département du Faro-et-Déo.

## Population
Lors du recensement de 2005, le village comptait 575 personnes, 300 de sexe masculin et 275 de sexe féminin.